# Ōya Sōichi

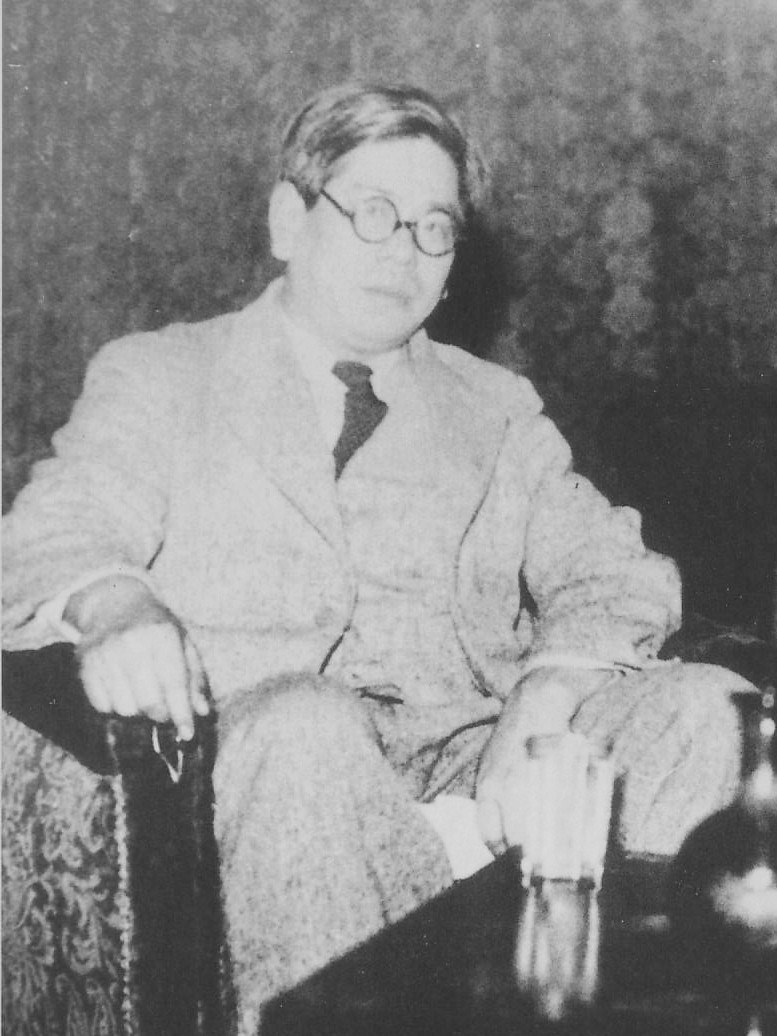
Ōya Sōichi 1942

Ōya Sōichi (japanisch 大宅 壮一; geboren 13. September 1900 in Tonda in der Präfektur Osaka; gestorben 22. November 1970 in Tokio) war ein japanischer Journalist und Kritiker.

## Leben und Wirken
Ōya Sōichi begann an der Universität Tokio ein Studium der Gesellschaftswissenschaften, brach es aber 1925 ab. In seinen jungen Jahren war er von sozialistischen Ideen des Kawakami Hajime und des Kagawa Toyohiko beeinflusst. Später wurde er konservativer und verfasste in den Massenmedien scharfe Kommentare bezüglich sozialer Entwicklungen in Japan. Er prägte Phrasen wie „Ekiben daigaku“ (駅弁大学), eine Kritik an der Universitätsausbildung, bei der jeder seinen Abschluss so einfach bekommt, wie man unterwegs beim kurzen Stopp am Bahnhof seine Lunchbox (弁当, Bentō) erhält. Eine andere überlieferte Phrase ist „Ichioku sōhakuchika“ (一億総白痴化), etwa „Allgemeine Verdummung von hundert Millionen [Japanern]“, womit er die Qualität des japanischen Fernsehens kritisierte.
Ōya war zentrale Figur des japanischen Zweiges der Fabian Society, gab für den Verlag Shinchosha die Serie „Shakai mondai kōza“ (社会問題講座), „Vorlesungen zu sozialen Problemen“ heraus. Er wurde zum Literaturkritiker und gründete ein Übersetzungsbüro unter dem Namen „Ōtaku honyaku kōba“ (大宅翻訳工場), womit er die Basis für Gemeinschaftsarbeiten von Journalisten schuf. 1929 wurde auf dieses Weise die Geschichte „Tausend und eine Nacht“ ins Japanische übersetzt. Während des Pazifikkrieges änderte er seine Weltanschauung, es kam zur Zusammenarbeit mit dem Staat. Er reiste in die Mandschurei und in den Süden und wurde Direktor der „Manchukuo Film Association“ und Präsident der „Java Film Corporation“.
Nach dem Krieg unterbrach Ōya vorübergehend sein Schreiben, nannte sich dann „Saru-toru-tetsu“ (猿取哲), kehrte aber 1950 Jahren mit seinem richtigen Namen auf die Bühne zurück. 1955 veröffentlichte er „Mushisōjin sengen“ (無思想人宣言), „Erklärung zu Gedankenlosigkeit“. Darin kritisierte er Journalisten unter dem Gesichtspunkt der Neutralität als „Gedankenlose“ und gründete 1961 die „Tōkyō Masukomi juku“ (東京マスコミ塾), die „Ausbildungsstätte für Massenkommunikation Tōkyō“, um die jüngere Generation zu fördern.
Nach seinem Tode wurden Ōyas Schriften in einer Ausgabe in 50 Bänden herausgegeben. Seit 1970 wir der „Ōya-Sōichi-Nonfiktion-Preis“ (大宅壮一ノンフィクション賞) verliehen.
Die „Ōya Sōichi Bibliothek“ (Ōya Sōichi bunko) bewahrt seine Sammlung von japanischen Magazinen seit der Meiji-Zeit, etwa 240.000 Exemplare, und stellt sie der Allgemeinheit zur Verfügung.